# 3749 Balam
3749 Balam è un asteroide della fascia principale. Scoperto nel 1982, presenta un'orbita caratterizzata da un semiasse maggiore pari a 2,2361664 UA e da un'eccentricità di 0,1102995, inclinata di 5,38564° rispetto all'eclittica.
L'asteroide è dedicato all'astronomo canadese David D. Balam.